# Comuna Șciorsivka, Henicesk
Șciorsivka (în ucraineană Щорсівка) este o comună în raionul Henicesk, regiunea Herson, Ucraina, formată din satele Boiove, Iaroșîk și Șciorsivka (reședința).

## Demografie
Componența lingvistică a comunei Șciorsivka
     Ucraineană (77,25%)
     Rusă (18,77%)
     Alte limbi (0,25%)
Conform recensământului din 2001, majoritatea populației comunei Șciorsivka era vorbitoare de ucraineană (77,25%), existând în minoritate și vorbitori de rusă (18,77%) și armeană (1,8%).